# Kristina Kreuzer

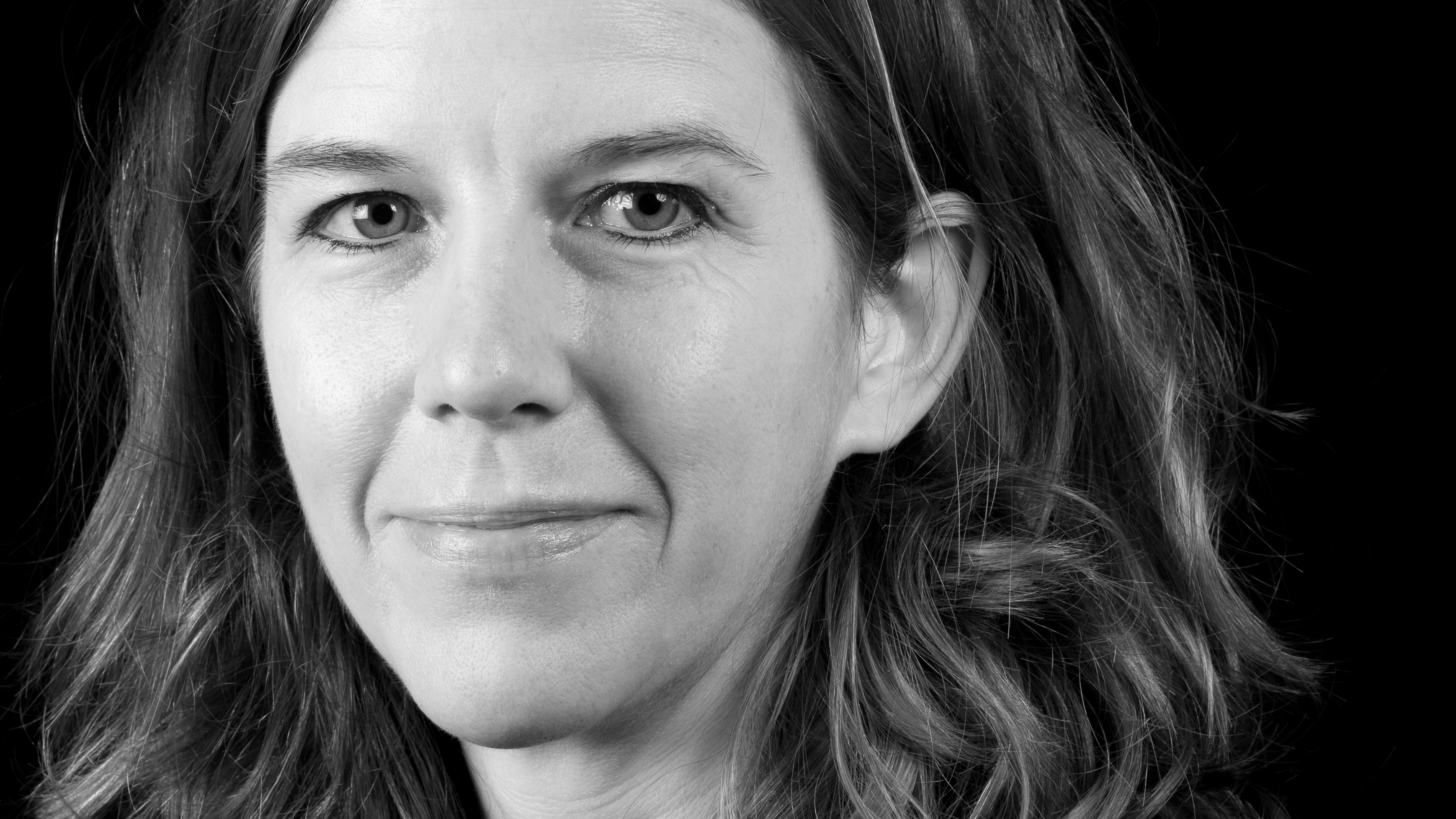
Kristina Kreuzer auf der Frankfurter Buchmesse 2017

Kristina Kreuzer (auch: Kristina Kreuzer-Hoffmann; * 1975 in Hamburg) ist eine deutsche Autorin Übersetzerin, Lektorin und Herausgeberin.

## Leben
Kristina Kreuzer absolvierte ein Studium an der Universiteit van Amsterdam, das sie mit dem Magistergrad abschloss. Anschließend war sie im Lektorat der Fischer-Verlage tätig. Seit 2018 schreibt Kristina Kreuzer Kinderbücher und ist gemeinsam mit Sophie Härtling Herausgeberin des Arche Kinderkalenders. Außerdem übersetzt Kristina Kreuzer Belletristik für Kinder und Erwachsene aus dem Niederländischen und Englischen ins Deutsche.

## Werke (Auswahl)
- Wichtel Weihnachtszeit. WooW Books Verlag, Hamburg 2018, ISBN 978-3-96177-023-6.
- Rosa und Toni. WooW Books Verlag, Hamburg 2019.
- Rosa und der Geburtstag. WooW Books Verlag, Hamburg 2019.
- Rosa und die miese Krise. BoD, Hamburg 2021, ISBN 978-3-7534-2812-3.
- Ein Sommer wie sprudelnde Limonade. WooW Books Verlag, Hamburg 2021, ISBN 978-3-96177-026-7.
- Pippa in Paris. Rowohlt Rotfuchs, Hamburg 2022, ISBN 978-3-499-00958-7.
- Ein Winter wie dampfender Kakao. WooW Books Verlag, Hamburg 2022, ISBN 978-3-96177-110-3.
- Pippa in Rom. Rowohlt Rotfuchs, Hamburg 2023, ISBN 978-3-499-00950-1.
- Pippa in London. Rowohlt Rotfuchs, Hamburg 2023, ISBN 978-3-499-01261-7.
- Das Leben ist kein Himbeereis. Karibu, München 2023, ISBN 978-3-96129-320-9.
- Ferien wie blubbernder Eistee. WooW Books Verlag, Hamburg, 2024, ISBN 978-3-03967-034-5

## Übersetzungen
- Duncan Beedie: Mollys Flug zum Mond, Magellan Verlag, 2019
- Duncan Beedie: Willibarts Wald, Magellan Verlag, 2018
- Tineke Beishuizen: Haus des Schweigens, München [u. a.] 2010
- Tineke Beishuizen: Mord in aller Freundschaft, München [u. a.] 2008
- Stefan Boonen: Alles ohne Lena, Hamburg 2011
- Rebecca Burton: Beautiful world, Hamburg 2012
- Chris Chatterton: Hier kommt Boss, Magellan Verlag, 2022
- Carolyn Coman: Die Traum-Maschine, Hamburg 2011
- Cindy Hoetmer: Lazy Daisy, Frankfurt am Main 2007
- Wouter Klootwijk, Enzo Pérès-Labourdette: Anne, das Pferd und der Fluss, WooW Books 2020
- Kluun: Ohne sie, Frankfurt am Main 2007
- Sue Mayfield: Crash, Frankfurt am Main 2007
- Marieke van der Pol: Brautflug, Frankfurt am Main 2009
- Patrick van Rhijn: Alles für Lila, München [u. a.] 2009
- Barbara Robinson: Vorsicht, die Herdmanns schon wieder, Hamburg 2010
- Heleen van Royen: Freie Wildbahn, Frankfurt am Main 2006
- Heleen van Royen: Testkörper, Frankfurt am Main 2011
- Kate Saunders: Die genial gefährliche Zeitreiseschokolade, Fischer KJB, 2016
- Kate Saunders: Die genial gefährliche Unsterblichkeitsschokolade, Fischer KJB, 2015
- Karina Schaapman: Das Mäusehaus – Sam & Julia, Hamburg 2012
- Karina Schaapman: Das Mäusehaus – Sam & Julia im Theater, Hamburg 2012
- Karina Schaapman: Das Mäusehaus – Sam & Julia im Zirkus, Hamburg 2014
- Karina Schaapman: Das Mäusehaus – Sam & Julia und die drei Prinzessinnen, Hamburg 2014
- Karina Schaapman: Sam und Julia auf dem Jahrmarkt, Ellermann Verlag, 2016
- Marcel van Driel: Pala Das Geheimnis der Insel, Oetinger Taschenbuch Verlag, 2016
- Marcel van Driel: Pala Das Spiel beginnt, Oetinger Taschenbuch Verlag, 2016
- Kaat Vrancken: Meine wahre erfundene Welt, Hamburg 2012
- Sheryl Webster: Kleiner Hase macht Quatsch!, Hamburg 2010
- Carrie Weston: Ach, Boris!, Hamburg 2008
- Carrie Weston: Bravo, Boris!, Hamburg 2011
- Carrie Weston: Hier kommt Boris!, Hamburg 2012